# 林知譽
林知譽（1993年3月30日—） ，為台灣的棒球選手之一，曾效力於中華職棒樂天桃猿，守備位置為外野手。目前擔任樂天桃猿二軍打擊教練。

## 經歷
- 臺東縣臺東市馬蘭國小
- 臺東縣泰源國中青少棒隊
- 新北市私立穀保高級家事商業職業學校青棒隊
- 輔仁大學棒球隊（泰安產險）
- 新北市私立穀保高級家事商業職業學校青棒隊教練（2015年）
- 國訓中心棒球隊（2015年－2016年）
- 中華職棒Lamigo桃猿隊（2016年－2019年）
- 中華職棒樂天桃猿隊（2020年－2022年）
- 中華職棒樂天桃猿隊二軍助理教練（2023年）
- 中華職棒樂天桃猿隊二軍打擊教練（2024年－）

## 職棒生涯成績
| 年度 | 球隊       | 背號 | 出賽 | 打數 | 安打 | 全壘打 | 打點 | 盜壘 | 四死 | 三振 | 壘打數 | 雙殺打 | 打擊率 | 上壘率 | 長打率 | OPS   |
| ---- | ---------- | ---- | ---- | ---- | ---- | ------ | ---- | ---- | ---- | ---- | ------ | ------ | ------ | ------ | ------ | ----- |
| 2018 | Lamigo桃猿 | 34   | 2    | 4    | 1    | 1      | 3    | 0    | 1    | 2    | 4      | 0      | 0.250  | 0.400  | 1.000  | 1.400 |
| 2022 | 樂天桃猿   | 30   | 1    | 4    | 0    | 0      | 0    | 0    | 0    | 2    | 0      | 0      | 0.000  | 0.000  | 0.000  | 0.000 |
| 合計 | 2年        | －   | 3    | 8    | 1    | 1      | 3    | 0    | 1    | 4    | 4      | 0      | 0.125  | 0.222  | 0.500  | 0.722 |

## 特殊事蹟
- 2017年3月28日，二軍生涯初登板對戰中信兄弟二軍，二局上生涯首打席從先發投手陳琥手中擊出陽春全壘打，締造二軍生涯首打席全壘打紀錄。
- 2018年4月26日，於桃園國際棒球場面對富邦悍將隊代打上場，為生涯首打席，結果擊出兩分打點全壘打[2]，是中華職棒史上第五位本土球員生涯首打席就擊出全壘打[註 1]，且是當年度第三位生涯首打席擊出全壘打者。

## 外部連結
- 林知譽在台灣棒球維基館上的頁面（繁體中文）
- 林知譽在中華職棒官網 （中文）和Baseball-Reference （英文）上的頁面